# Кашина Канепа (Милано)
Кашина Канепа је насеље у Италији у округу Милано, региону Ломбардија.
Према процени из 2011. у насељу је живело 101 становника. Насеље се налази на надморској висини од 154 м.